# ريتشارد نيلي
ريتشارد نيلي (بالإنجليزية: Richard Neely) هو محامي وقاضي أمريكي، ولد في 2 أغسطس 1941.